# Hospitalsynagoge (Warschau)

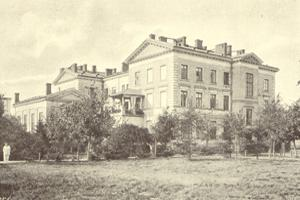
Hospitalsynagoge

Die Hospitalsynagoge war die Synagoge des Warschauer Hospitals.

## Beschreibung
Die Hospitalsynagoge war eine Synagoge im Warschauer Krankenhaus an der Kasprzaka Straße 17. Die Synagoge wurde zwischen 1894 und 1902 erbaut. Das Gebäude war ein Ziegelsteinbau im klassizistischen Stil.